# Sarcanthopsis hansemannii
Sarcanthopsis hansemannii là một loài thực vật có hoa trong họ Lan. Loài này được (Kraenzl.) J.J.Wood & Ormerod mô tả khoa học đầu tiên năm 2003.